# Bolette Rud. Pallesen
Bolette Rud. Pallesen (født 6. juli 1970) er en dansk iværksætter, oversætter, redaktør og forfatter, uddannet fra Forfatterskolen 1992, cand.mag. i lingvistik fra Københavns Universitet 2000. Hun var 1995-2000 ansat på Danmarks Nationalleksikon, der stod for udgivelsen af Den Store Danske Encyklopædi. 2000-2010 ansat på Politikens Forlag, hvor hun bl.a. var forlagschef for Politikens Ordbøger, senere også for Politikens Hånd- og fagbøger. Grundlagde i 2010 gopubli.sh, en platform til selvudgivelse.

## Udgivelser
- Dansk Basisgrammatik (sammen med Ane Børup og Ulrik Hvilshøj), Gyldendal, 2000
- Sprog og sprogbrug (sammen med Ane Børup og Ulrik Hvilshøj), Gyldendal, 2005
- Politikens Tysk rejseparlør (sammen med Christian Becker-Christensen), Politiken 2005

## Oversættelser
- Sproget er godt fundet på, Borgen, 1997 (roman af Helene Uri)
- Rom, Politiken, 2004 (guide skrevet af Dave Broom)
- Politikens bog om whisky, Politiken, 2004 (fagbog skrevet af Michael Jackson)